# Aidyn Smagulov
Aidyn Smagulov (Öskemen, URSS, 1 de diciembre de 1976) es un deportista kirguís que compitió en judo.
Participó en los Juegos Olímpicos de Sídney 2000, obteniendo una medalla de bronce en la categoría de –60 kg. Ganó una medalla de plata en el Campeonato Asiático de Judo de 2000.

## Palmarés internacional
| Juegos Olímpicos    | Juegos Olímpicos   | Juegos Olímpicos  | Juegos Olímpicos |
| Año                 | Lugar              | Medalla           | Categoría        |
| ------------------- | ------------------ | ----------------- | ---------------- |
| 2000                | Sídney (Australia) | Medalla de bronce | –60 kg           |
| Campeonato Asiático |                    |                   |                  |
| Año                 | Lugar              | Medalla           | Categoría        |
| 2000                | Osaka (Japón)      | Medalla de plata  | –60 kg           |